# Craig Klass
Andrew Craig Klass (* 20. Juni 1965 in Wiesbaden, Deutschland) ist ein ehemaliger Wasserballspieler aus den Vereinigten Staaten. Er gewann eine olympische Silbermedaille sowie einmal Silber bei Panamerikanischen Spielen.

## Karriere
Der 1,95 Meter große Craig Klass spielte von 1986 bis 1992 in der Nationalmannschaft der Vereinigten Staaten. Bei den Olympischen Spielen 1988 in Seoul erreichte die Mannschaft aus den Vereinigten Staaten trotz eines 7:6-Sieges über Jugoslawien in der Auftaktpartie der Vorrunde das Halbfinale nur als Gruppenzweite hinter den Jugoslawen. Nach einem 8:7 im Halbfinale gegen die Mannschaft aus der Sowjetunion verloren die Amerikaner das Finale mit 7:9 gegen die Jugoslawen. Klass warf seinen beiden Treffer in der Vorrunde gegen China und Griechenland.
Im Januar 1991 bei der Weltmeisterschaft in Perth gewann das US-Team seine Vorrundengruppe und belegte in der Zwischenrunde den zweiten Platz hinter den Ungarn, wobei der direkte Vergleich 9:9 ausging. Nach der Halbfinalniederlage gegen Jugoslawien traf das US-Team im Spiel um den dritten Platz erneut auf die Ungarn und verlor 12:13. Im August 1991 fanden in Havanna die Panamerikanischen Spiel statt. Im Finale unterlag das US-Team den Kubanern. Im Jahr darauf bei den Olympischen Spielen 1992 in Barcelona belegte das US-Team in der Vorrunde den zweiten Platz hinter dem Vereinten Team aus der GUS. Nach einer 4:6-Niederlage gegen Spanien im Halbfinale traten das US-Team und das Vereinte Team im Spiel um den dritten Platz wieder gegeneinander an und die Mannschaft aus den Vereinigten Staaten verlor mit 4:8. Craig Klass erzielte in der Vorrunde fünf Tore, danach gelang ihm kein weiterer Treffer.
Craig Klass besuchte zunächst die Las Lomas High School und dann die Stanford University. Insgesamt nahm er 14-mal an der US-Meisterschaft im Wasserball teil und gewann fünfmal den Titel. Craig Klass arbeitete nach seinem Studium als Physiotherapeut.